# Karzeł Wodnika
Karzeł Wodnika (również DDO 210 lub PGC 65367) – galaktyka karłowata położona w gwiazdozbiorze Wodnika, oddalona od Ziemi o około 3,5 miliona lat świetlnych. Odkrył ją Sidney van den Bergh w 1959 roku na zdjęciach z fotograficznego przeglądu nieba Palomar Sky Survey. Galaktyka ta jest członkiem Grupy Lokalnej i leży na jej obrzeżach. Jej średnica wynosi około 5000 lat świetlnych. Jej jasność jest szacowana na 2 miliony Słońc.